# Maurice Bourlon
Pour les articles homonymes, voir Bourlon (homonymie).
Ne doit pas être confondu avec Maurice Bourgon, archéologue collaborateur de Denis Peyrony sur le site du Pech-de-l'Azé (Carsac-Aillac, 1949-1953).
Maurice Louis Marie Bourlon est un officier et préhistorien français né le 18 octobre 1875 à Bourges et mort le 21 août 1914 à Higny.

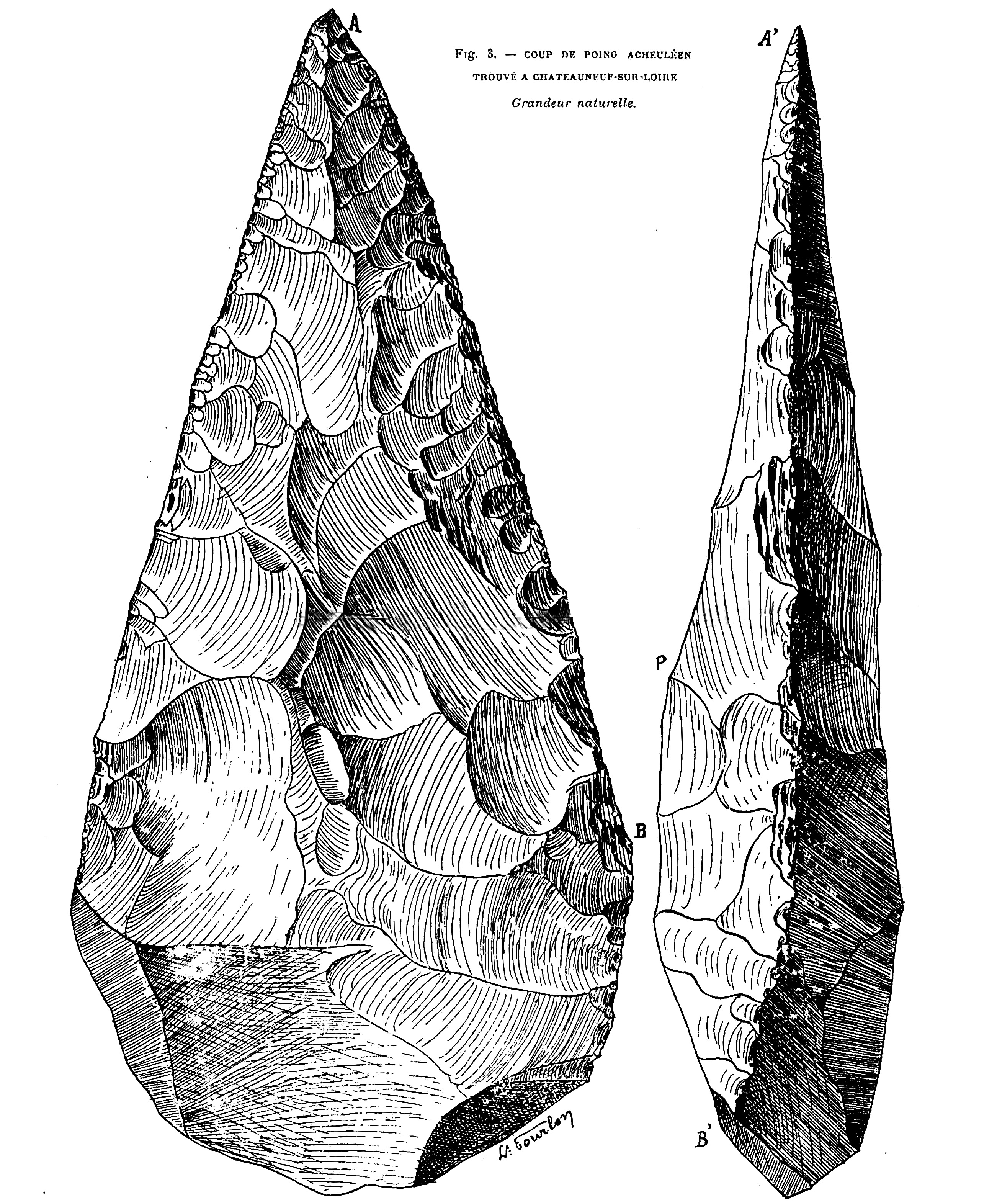
Biface acheuléen de Châteauneuf-sur-Loire (26 cm)
Dessin de M. Bourlon

## Biographie
Né à Bourges en 1875, d’un père propriétaire, Maurice Bourlon s’engage dans l’armée en 1894. En 1897 à Cosne, il se révèle un excellent sergent fourrier. Après l’école d’officiers de Saint-Maixent, il est promu lieutenant au 131e R.I. en 1901, à Orléans et y restera 10 ans.
Il se marie à Marmagne, près de Bourges, dans le Cher, où vivent les deux familles, en 1903, mais divorce quelques années plus tard. Après Orléans et Pithiviers, il est affecté à Verdun, puis au fort de Belle Épine à Charny-sur-Meuse comme capitaine dans une unité de chasseurs à pied, juste avant la guerre.
Il meurt au combat d’Higny en Meurthe-et-Moselle, le 21 août 1914 et reçoit la citation suivante : Après avoir enlevé un bois à la tête de sa compagnie qu’il ne cessait d’entrainer par son exemple et sa bravoure, est tombé mortellement frappé en la jetant encore en avant.
En 1924, sa dépouille a été transférée au cimetière militaire de Pierrepont (Meurthe-et-Moselle), tombe 1100.

## Le Préhistorien

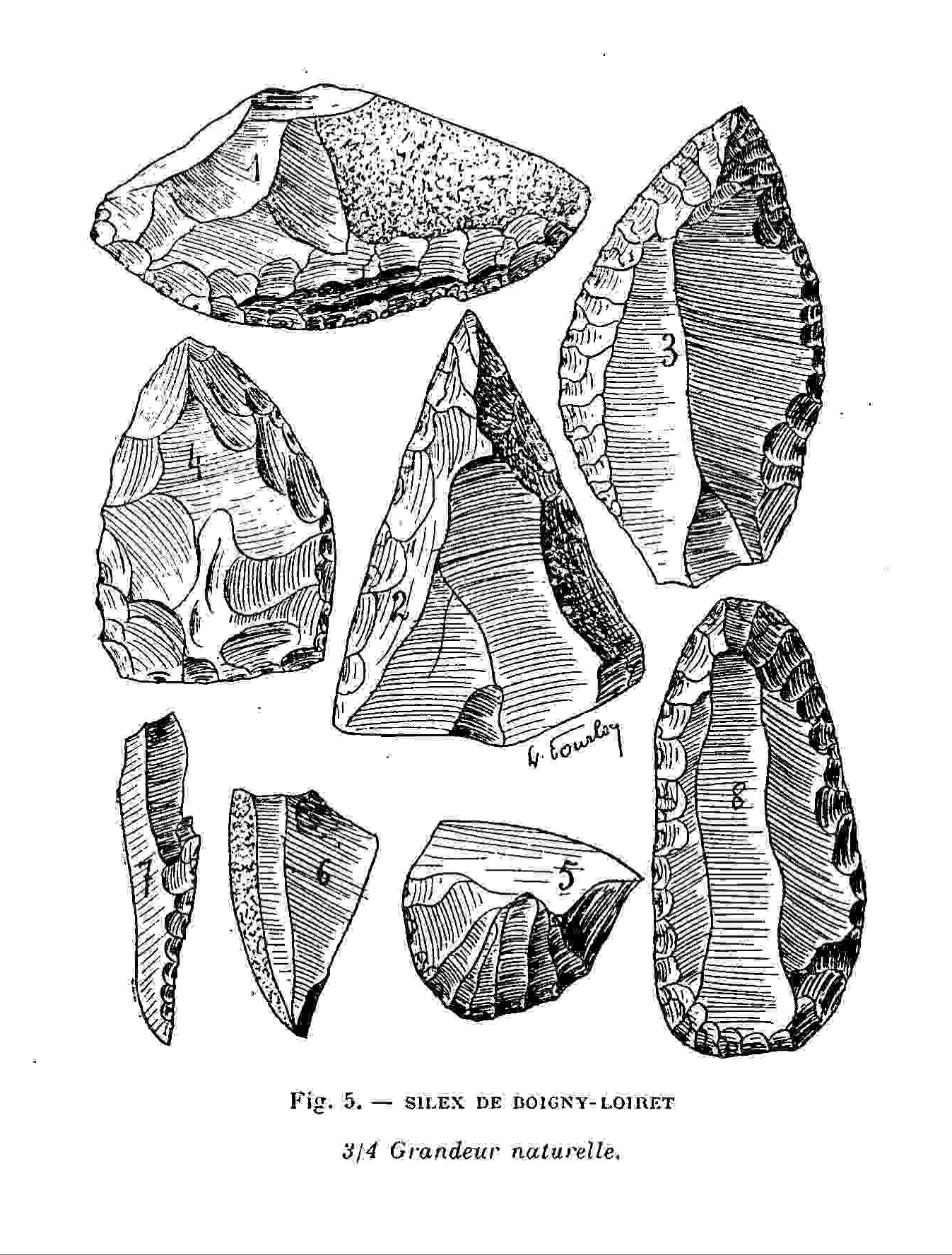
Silex moustériens de Boigny
Dessin de M. Bourlon

« Le capitaine Bourlon était un préhistorien remarquable. Passionné pour la préhistoire, il était venu aux Eyzies, il y a quelques années pour demander aide, conseil et direction à Peyrony. Il s'était mis aux fouilles avec une ardeur sans égale. Au Moustier, à Laugerie-Basse, dans la vallée de la Beune, il fit des fouilles très intéressantes. Il eut le mérite de bien reconnaître et de démontrer l'existence du magdalénien le plus net dans l'Orléanais.
Il publia dans notre Revue d'excellents mémoires avec Jean Bouyssonie sur diverses formes industrielles de l'aurignacien et du moustérien (par exemple une très intéressante étude sur les grattoirs carénés). Il publia aussi un travail fort ingénieux sur le débitage du silex par tranchage, à l'époque moustérienne.
À Laugerie-Basse, je me souviens l’avoir vu, tout au fond de l’abri, fouillant dans l’obscurité, les pieds dans l’eau, et examinant les monceaux de débris laissés par les anciens fouilleurs. Il y trouva une quantité d’outils curieux et surtout trois belles gravures sur plaquette calcaire. L’une surtout est une admirable représentation d’un bison.
Bourlon était plein d'enthousiasme, plein d'activité. Dès qu'il avait quelques moments de liberté, il arrivait en Dordogne et se mettait à fouiller sans répit. C’était un gai et charmant ami, un préhistorien de cœur et de race, à la fois praticien expert et bon théoricien. C’est une réelle perte pour la préhistoire française. Nous lui adressons un dernier et très attristé adieu. »
— Louis Capitan, Bulletin de la Société Préhistorique Française, 1915, p. 137-138.

## Publications
- « Une fouille au Moustier (Dordogne) », L'homme préhistorique, 1905.
- « La station préhistorique de Cutesson près Rambouillet (Seine-et-Oise) », L'homme préhistorique, 4e année, no 1, 1906.
- « Les tailleries de silex de Meusnes (Loir-et-Cher) », Mém. Soc. des Antiquaires du Centre, t. XXX, 1906.
- « Le magdalénien dans le Loiret », Revue préhistorique, 1906.
- « Galets avec étoilures ». Bulletin de la Société Préhistorique de France, t. III, no 3, mars 1906.
- « L’industrie moustérienne au Moustier », CIAAP, p. 287-320, 18 fig., 1906.
- « Réponse à Baudou », BSPF, 1906.
- « Persistance du tranchet après l’apparition de la hache polie », BSPF, 1906.
- « Les éolithes quaternaires », BSPF, 1906.
- « Un os utilisé présolutréen », BSPF, 1906.
- « Quelques pièces de Liveyre (Dordogne)», L’Homme préhistorique no 2, 4e année, p. 36-41, 4 fig., 1906 (en ligne).
- « Présentation d’éolithes reutéliens d’Elouges et d’Hornu Wasmes (Belgique) », BSPF, 1907.
- « Débitage des rognons de silex en tranches parallèles », BSPF, 1907.
- « Présentation d’un patin en os de Neuchâtel (Suisse) », BSPF, 1907.
- « A propos des os utilisés, période paléolithique, communications faites à la Société préhistorique de France, le 23 mai 1907 » : par MM. Bourlon, Louis Giraux et Henri Martin.
- « Observations sur la technique », Revue préhistorique, 1908.
- « L’industrie des foyers supérieurs au Moustier », Revue préhistorique, 1910.
- « Essai de classification des burins, leurs modes d’avivage », Revue Anthropologique, juillet 1911.
- « La station préhistorique de Bellon près Vierzon (Cher) », Mém. Soc. Ant. du Centre, t. XXXIV, 1911.
- « Les casse-têtes de l’Orléanais, l’éclatement du silex par le feu», Revue préhistorique, 1911.
- « Industries des niveaux moyen et inférieur de la terrasse du grand abri au Moustier », Revue préhistorique, décembre 1911.
- « Grattoirs carénés, rabots et grattoirs nucléiformes. Essai de classification des grattoirs », Revue Anthropologique, décembre 1912 (avec A. et J. Bouyssonie).
- « Station préhistorique de Masnaigre, commune de Marquay (Dordogne) », Revue Anthropologique, juillet 1913.
- « Industrie des alluvions du bassin moyen de la Loire », Mém. Soc. Antiquaires. du Centre, t. XXXVI, 1913.
- « Nouvelles découvertes à Laugerie-Basse - Rabots, os utilisés, œuvres d'art», L'Anthropologie, Mémoires originaux, Tome XXVII, 1916 (posthume)

## Sources
- Sa photo et sa citation (Le Tableau d'honneur de la guerre 1914-1918

- Autre notice nécrologique, de Marcellin Boule parue dans l'Anthropologie, tome 25, pages 581-582.

- André Nouel, État des études préhistoriques dans le département du Loiret., Orléans, R. Houzé (Impr. du Loiret), 1946, 210 p., p. 43-46.

- Les préhistoriens de l'Orléanais avant les travaux de l'abbé Nouel, conférence donnée par Guy Richard au Muséum des sciences naturelles d'Orléans le 27 avril 2004 dans le cadre du centenaire de la Société préhistorique française.

- Patrick Paillet et Elena Man-Estier, Œuvres d'art méconnues de Laugerie-Basse, Dordogne. Collection Capitaine Maurice Bourlon. Institut de paléontologie humaine. 2011 (en ligne)
- Guy Richard, La préhistoire orléanaise avant les travaux de l'abbé Nouel, Société historique et archéologique de l'Orléanais, 2012, p. 51-68.
- Hommage au capitaine Maurice Bourlon, préhistorien, conférences à la SAHO, Orléans, 11 avril 2014.
- Françoise Trotignon, De Marmagne au Congrès de Monaco, le parcours d'un préhistorien berrichon, le capitaine Maurice Bourlon (1875-1914), Cabiers d'archéologie et d'histoire du Berry, n°204 (Ier trimestre 2015).